# Edéa
Edéa ist eine Stadt in Kamerun und liegt in der Provinz Littoral ca. 60 km südöstlich von Douala, der Hauptstadt der Region. Es ist Verwaltungssitz des Départements Sanaga-Maritime. Seine 66.581 Einwohner (2005) leben an beiden Ufern des Sanaga teils in städtischer Umgebung, teils in landwirtschaftlich geprägten Vorstädten.

## Geschichte

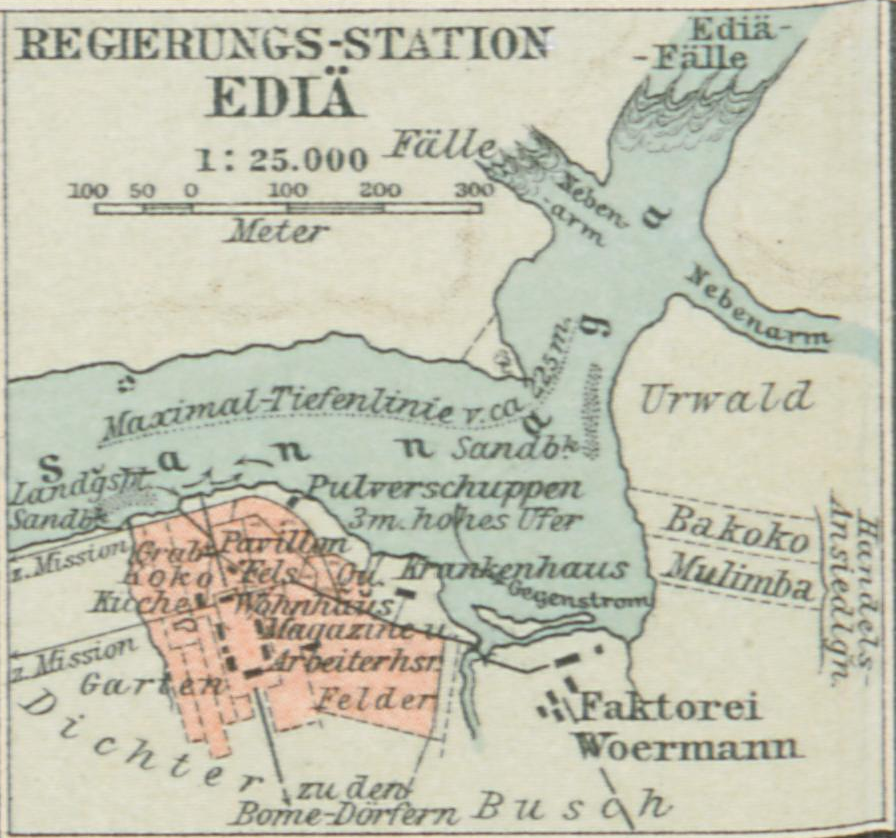
Stadtplan aus dem Jahr 1896.

Die Stadt liegt im traditionellen Siedlungsgebiet der Bakoko (Basaa). Eine Zentrumsfunktion hatte die Siedlung innerhalb der segmentären Bakoko-Gesellschaften ursprünglich nicht. Ihre heutige Bedeutung verdankt sie der Anlage einer deutschen Regierungsstation im Oktober 1891. Für die Wahl des Standortes waren in erster Linie verkehrstechnische Gründe ausschlaggebend: Edéa war der letzte über Kwakwa-Creek und Sanaga von Duala aus per Schiff erreichbare Punkt im Kameruner Binnenland. Das zum Bezirk Edéa gehörige Gebiet wurde erst bis ca. 1904 gewaltsam unter deutsche Kontrolle gebracht. Dabei blieb der Ort trotz zeitweiliger Stationierung von Militär und der Leitung durch Offiziere der deutschen Schutztruppe formell immer unter ziviler Verwaltung.
Nach dem Ersten Weltkrieg kam Edéa mit dem größeren, östlichen Teil Kameruns unter französische Mandatsherrschaft.

## Wirtschaft
Edéa wird geprägt von einer großen Aluminiumhütte (ALUCAM), dem direkt daneben gelegenen Kraftwerk Edéa, das die Strömung des Sanaga für die Gewinnung von Elektrizität vor allem für ALUCAM nutzt, sowie urbanem Handel und Landwirtschaft.

## Verkehr
Edéa liegt an den Hauptverbindungen (Schiene, Straße) zwischen der Hafen- und Wirtschaftsmetropole Douala und der Landeshauptstadt Yaoundé. Über den Sanaga führt eine alte Brücke aus der deutschen Kolonialzeit und ein Brückenbau neueren Datums.

Brücke von Edea
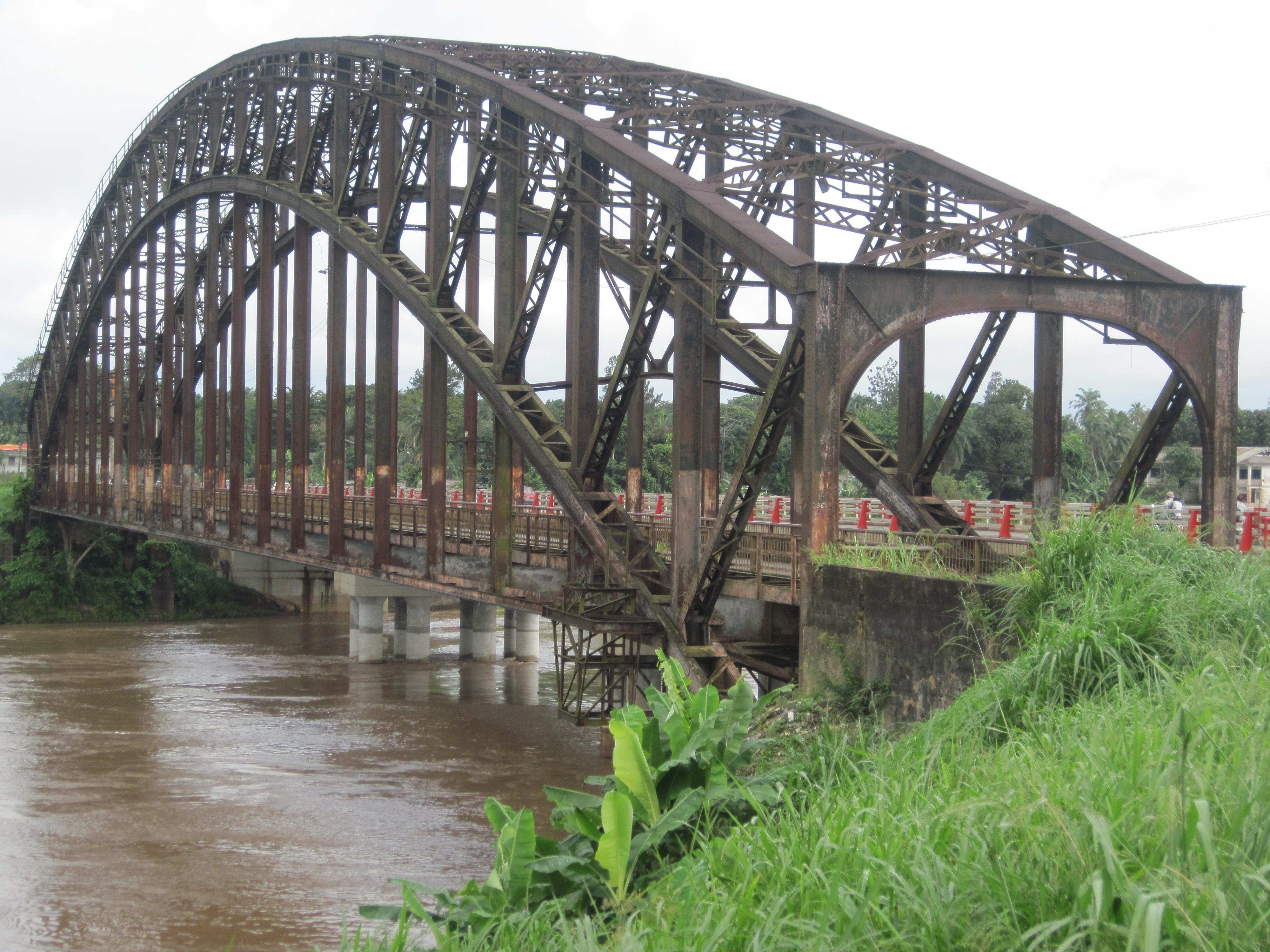
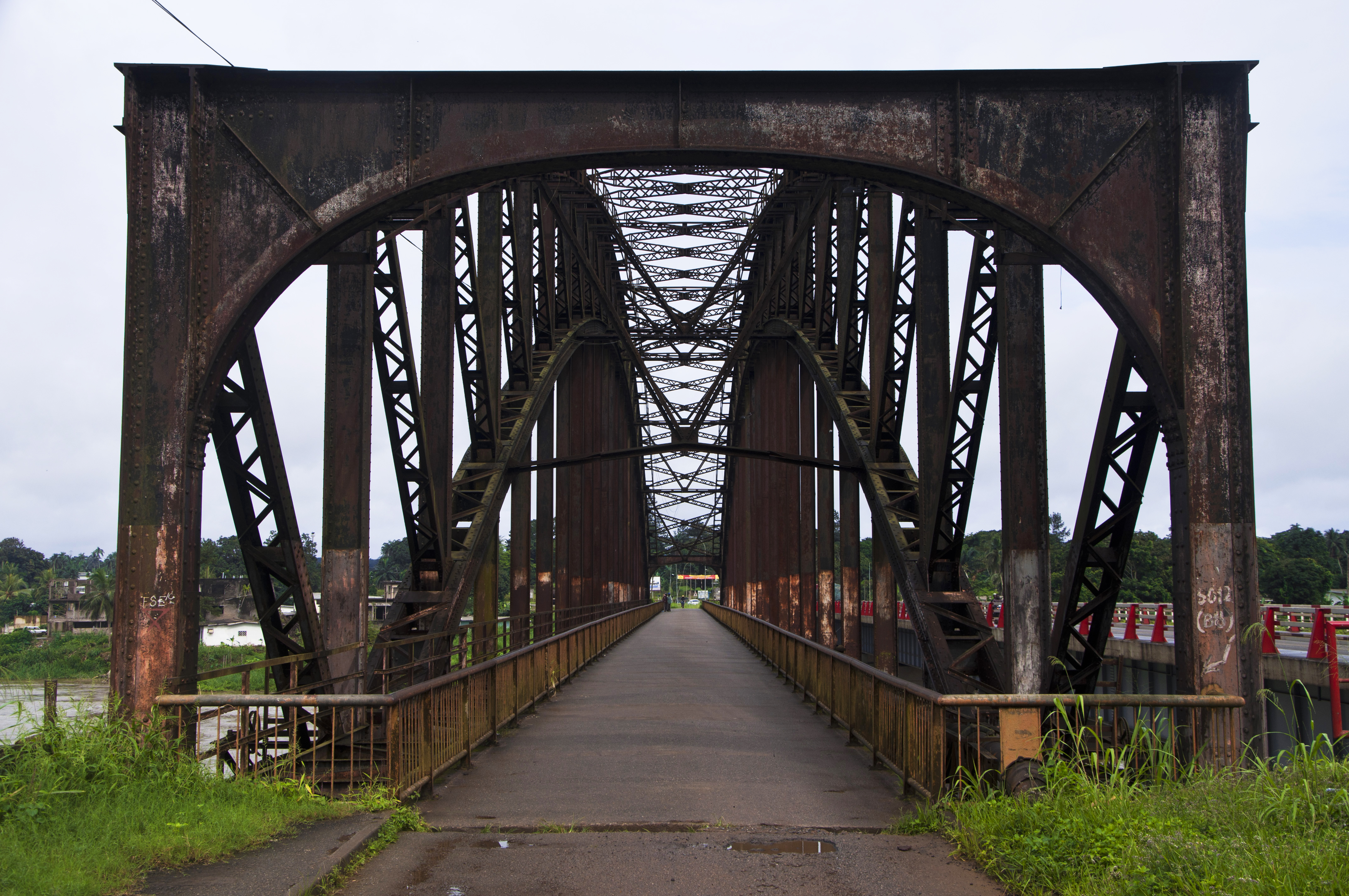
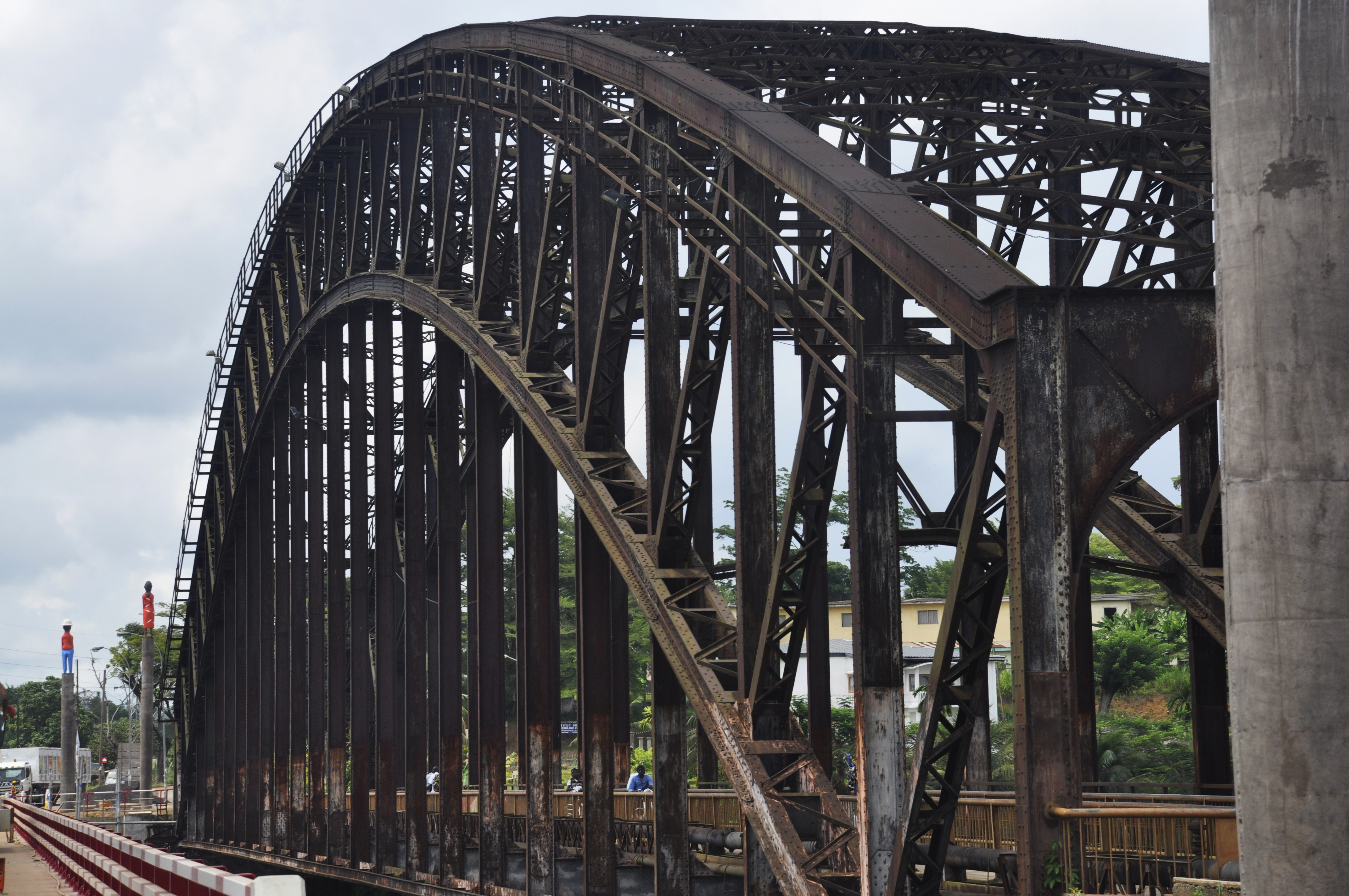

## Bevölkerung
Die Bevölkerungsentwicklung der Stadt:
| Jahr          | Einwohner |
| ------------- | --------- |
| 1976 (Zensus) | 25.398    |
| 1987 (Zensus) | 50.609    |
| 2005 (Zensus) | 66.581    |

## Religion
Edéa ist seit 22. März 1993 Sitz eines katholischen Bischofs.

## Sehenswürdigkeiten
Das Wildtierreservat Douala-Edea liegt nordwestlich der Stadt.

## Persönlichkeiten (alphabetisch)
- Ulrich Bapoh (* 1999), Fußballspieler
- Ruben Boumtje-Boumtje (* 1978), Basketballspieler
- Guy Bwelle (* 1979), Fußballspieler
- Augustine Sylvia Ejangue (* 1989), Fußballspielerin
- Edwige Gwend (* 1990), Judoka
- Innocent Hamga (* 1981), Fußballspieler
- Patrice M’Bock (* 1983), Fußballspieler
- Benjamin Massing (1962–2017), Fußballspieler
- Jacques Momha (* 1982), Fußballspieler
- Pierre-Célestin Nkou (1927–1983), römisch-katholischer Geistlicher und Bischof von Sangmélima
- Thomas Som (* 1988), Fußballspieler